# Jukka Keskitalo

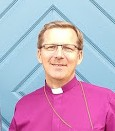
Jukka Keskitalo

Jukka Keskitalo, född 10 januari 1962 i Karunki, är biskop i Uleåborgs stift inom Evangelisk-lutherska kyrkan i Finland. Han tillträdde tjänsten 1 november 2018. Fram till dess var han kanslichef på Kyrkostyrelsen. Hans föregångare som biskop är Samuel Salmi.
Keskitalo är teologie doktor. Han blev prästvigd 1988. Innan han utnämndes till kanslichef fungerade han som kyrkoherde i Jyväskylä församling 2000-10. Församlingen är med nästan 100 000 medlemmar den största inom kyrkan och hör till Lappo stift. 
Keskitalo valdes till biskop i Uleåborg med 59,4 % av de avgivna rösterna i den första valomgången den 15 augusti 2018. Hans motkandidater var kyrkoherde Niilo Pesonen och rektorn vid Raudaskylä kristliga institut Jukka Hautala.
Keskitalo anser att äktenskapet är ett förbund för endast en man och en kvinna och vill därför inte viga samkönade par, en fråga som är mycket aktuell inom kyrkan.

## Utmärkelser
- Kommendörstecknet av Finlands Lejons orden,  2017[6]

[Redigera Wikidata]